# Olivier Pagès
Ne doit pas être confondu avec Olivier Pagès (historien de l'art).
Pour les articles homonymes, voir Pagès.
Olivier Pagès est un acteur français. Il est principalement connu pour son rôle de Simon Bartholdi dans la série télévisée Femmes de loi.

## Filmographie

### Cinéma

#### Longs métrages
- 1982 : L'Indic de Serge Leroy
- 1984 : Hombo de Daniel Ringold
- 1985 : Centurion Odissey de Michael Pfleghar
- 1986 : I Love You de Marco Ferreri
- 1988 : L'Étudiante de Claude Pinoteau
- 1992 : Villégiatures de Philippe Alard
- 1993 : Rupture(s) de Christine Citti
- 1998 : Paparazzi d'Alain Berberian
- 2000 : Six-Pack d'Alain Berberian, Chauvel
- 2001 : The Magic Box d'Olivier Cohen, Henry Wilk
- 2002 : Sexes très opposés d'Éric Assous, le passager du taxi
- 2003 : L'Acqua...Il fuoco de Luciano Emmer
- 2004 : El rey de José Antonio Dorado, Harry
- 2004 : L'Américain de Patrick Timsit, Georges
- 2004 : Mon séjour en France de Junji Zhai
- 2007 : Two Tigers de Sandro Cecca, Michel
- 2007 : Le Cœur des hommes 2 de Marc Esposito, le mec de Jeanne
- 2008 : Fracassés de Franck Llopis, Nicolas
- 2017 : Des amours, désamour de Dominic Bachy
- 2018 : La Légende de Florian Hessique
- 2019 : Basta Capital de Pierre Zellner

#### Courts métrages
- 1990 : Une scène, deux ménages de Valérie Franco
- 1991 : C'est le printemps de Jacques Vincey
- 1994 : Marion d'Agnès Servenière
- 1996 : Dirty BSJ était son "non" de Laurent Jaudon, Inspecteur Benoît Sinjan ou BSJ
- 1996 : Le chemin de Damas de Christophe Debraise
- 1996 : Amour néanmoins de Frédéric Darie
- 1997 : Bleu marine de Claire Douhailly
- 1997 : Ewing de Sébastien Fallouard
- 1997 : Le Repère de Laurent Jaudon
- 1997 : Les Belles Plumes et les beaux oiseaux de Cédric Deloche
- 1998 : Abyssus Abyssum Invocat de Thierry Vigia
- 1998 : L'Orange de Laurent Jaudon
- 1999 : Suite à la panique de François Brochet
- 1999 : Vega de Nathalie Grangeon
- 1999 : Vomi d'amour de Karine Benhaim, l'agent de police
- 1999 : Les Douze Travaux de Jésus de Ronan Herry
- 2000 : L'Amour à temps de Karim El Khoury
- 2000 : Starlette de Pascal Rémy
- 2000 : H - 10 d'Eric Michel
- 2001 : Chez Lulu de Robert Sitbon, Bernard
- 2001 : Le Peuple ancien de Julien Lacombe & Pascal Sid, Vallerius
- 2001 : Morte Marina de Cristina Pinheiro
- 2001 : L'Homme simple de Philippe Walter
- 2003 : To Build a Fire de Luca Armenia, l'homme
- 2004 : La Confession de Franck Llopis
- 2004 : Lisa d'Erich Vogel
- 2004 : Paul de Franck Llopis
- 2006 : Maman, il est où ton prince ? de Sébastien Matens, le directeur
- 2006 : P15 Express de Tawfik Kaouel & Xavier Tellier, Olivier, le guide
- 2007 : Mon frère de Gilbert Merme, Loïc
- 2008 : Comédie sentimentale d'Emily Barnett
- 2008 : Démocratix d'Yvan Casteix
- 2008 : S'éloigner du rivage de Xabi Molia
- 2019 : Jesus est revenu de Victor Bonnefoy et Thomas Combret

### Télévision
- 1985 : Le Rire de Caïn de Marcel Moussy
- 1987 : Floodtide de Tom Cotter & Sebastian Graham Jones, Marcel
- 1988 : Patch Rock de Jean-Pierre Bastid
- 1991 : L'Exilé de Robin Davis
- 1991 : Cas de divorce de Gérard Espinasse (épisode 120), Gilles Bertin
- 1998 - 2000 : Cap des Pins d'Emmanuelle Dubergey, Bernard Dumont, Emmanuel Fonlladosa, Dominique Masson  : Robin Guirec
- 1999 : Pepe Carvalho de Merzak Allouache (1 épisode), Dieter Rhomberg
- 1999 : Mes pires potes de Pascal Heylbroeck (1 épisode)
- 2000 : Psy d'urgence d'Edwin Baily (1 épisode)
- 2000 : Marc Eliot de Patrick Jamain (saison 2, épisode 1), Robert Galmard
- 2000 : Lycée Corbières d'Olivier Guignard
- 2000 : Affaires familiales d'Alain Sachs
- 2001 : Les vacances de l'amour (saison 4), Marc Ryder
- 2001 : Julie Lescaut d'Alain Wermus (saison 10, épisode 1), Téron
- 2002 : Navarro de Patrick Jamain (saison 14, épisode 6), Alban Gataris
- 2002 - 2007 : Femmes de loi de Gérard Cuq, Étienne Dhaene et al. (14 épisodes), Simon Bartholdi, ex-mari du Procureur Brochène
- 2003 : La femme de l'ombre de Gérard Cuq, Simon Vasseur
- 2003 : Nestor Burma de Laurent Carcélès (épisode 37), Gilles Archambaud
- 2003 : Louis Page de Jean-Louis Lorenzi (saison 1, épisode 7), Malone
- 2003 : Les Enquêtes d'Éloïse Rome de Philippe Setbon (saison 3, épisode 2), David Freiberg
- 2003 : Ariane Ferry de Gérard Cuq (1 épisode)
- 2004 : Noi de Peter Exacoustos
- 2004 : Le Grand Patron de Dominique Ladoge
- 2005 : Disparition de Laurent Carcélès, Henri
- 2005 : La Voie de Laura de Gérard Cuq, Mathieu
- 2005 : Capitaine Laura Monti de Laurent Carcélès
- 2006 : Le Tuteur de Jean Sagols
- 2006 : Profils criminels de Laurent Carcélès, Pradel
- 2006 : Léa Parker de Jean-Pierre Prévost (saison 2, épisode 24), Masson
- 2006 : Commissaire Cordier d'Éric Summer dans l'épisode Haute sécurité, Garaud
- 2006 : Chassé croisé amoureux de Gérard Cuq, le capitaine
- 2007 : Sauveur Giordano de Pierre Joassin (saison 1, épisode 14), Andriot
- 2007 : Le Silence de l'épervier de Dominique Ladoge
- 2008 : R.I.S Police scientifique de Gilles Béhat (saison 3, épisode 8), Claude Surmont
- 2008 : Sous le soleil  (saison 14), Philippe, le journaliste
- 2008 : Pas de secrets entre nous de Pierre-François Brodin & Michel Hassan (saison 1, épisode 2)
- 2009 : Action spéciale douanes de Adrien Gibbs, Patrick Jamain et al. (4 épisodes), Froissard
- 2009 : Diane, femme flic de Jean-Michel Fagès (1 épisode)
- 2009 : Plus belle la vie de Hubert Besson (4 épisodes dans le prime Les filles du désert)
- 2010 : Vidocq de Alain Choquart
- 2010 : Un bébé pour mes 40 ans de Pierre Joassin, Renaud
- 2010 : Alice Nevers, le juge est une femme de René Manzor, Guillaume Hersain
- 2010 : Section de recherches de Gérard Marx, général Delmas, père de Mathilde Delmas
- 2012 : La Méthode Claire de Vincent Monnet, Olivier Gomez
- 2012 : Commissaire Magellan de Étienne Dhaene, Forest
- 2012 : Napoléon wal Marhoussa de Chaouki Mejri, Caffarelli
- 2013 : Joséphine, ange gardien (épisode : Pour la vie), de Pascal Heylbroeck, Quentin
- 2013 : Julie Lescaut (épisode Tragédie), de René Manzor, Stéphane Duroc
- 2013 : La Méthode Claire (épisode 2) de Vincent Monnet, Olivier Gomez
- 2014 : La Loi de Christian Faure : le ministre Jean Lecanuet
- 2015 : Plus belle la vie de Hubert Besson, Henri Rocher
- 2016 : Meurtres à La Ciotat de Dominique Ladoge
- 2018 : Mongeville, épisode La Ferme de Louise
- 2020 : Commissaire Magellan, épisode Le Bonheur des autres
- 2022 : Un si grand soleil : Jacques Mourre

### Web-série
- 2016 : Unknown Movies de Victor Bonnefoy

## Doublage[1]

### Cinéma
- 2016 : The Darkness : Jeff (Christopher Darga)
- 2016 : Holidays : Le père (Michael Gross)
- 2017 : The Captain : L'Usurpateur : Dr Kremer (Haymon Maria Buttinger)

### Télévision

#### Séries télévisées
- 2010 / 2015 : The League : Bailiff (Edward James Gage) (saison 2, épisode 9) et l'arbitre (John Marshall Jones) (saison 7, épisode 10)
- 2015 : Night Shift : Keith (Hank Rogerson) (saison 2, épisode 2)
- 2016 : Game of Thrones : Rickard Stark (Wayne Foskett) (saison 6, épisode 5)
- 2016 : Chicago Police Department : Jarrod Ganek (Johnathon Gorman) (saison 3, épisode 18)
- 2016 : Happy Valley : Spike (Karl Haynes) (saison 2, épisode 3)
- 2016 : Good Girls Revolt : Vinnie (John Kapelos) (épisodes 5 et 6)
- 2016 : Designated Survivor : le général Muñoz (Mark A. Owen) (saison 1, épisode 4)
- 2016 : Fleabag : ? ( ? )
- 2016 : Modern Family : Simon Hastings (Simon Templeman) (saison 7, épisode 21)
- 2016 : Stranger Things : Gary (Mark Withers (en)) (saison 1, épisode 4)
- 2016-2017 : Graves : Jake Tapper (Jake Tapper) (saison 1), le professeur de yoga (Lou Diamond Phillips) (saison 2, épisode 8) et Thomas Roberts (Thomas Roberts (en)) (saison 2)
- 2017 : Red Oaks : le joaillier (Bob Ader) (saison 3, épisode 4)
- 2017 : Scandal : l'agent Spaulding (Granville Ames) (saison 6, épisodes 1 et 8)
- 2017 : Elementary : John Neligan (Tracy Howe) (saison 5, épisode 18)
- 2017 : Genius : J. Edgar Hoover (T. R. Knight) (saison 1)
- 2017 : American Patriot : Carlson Sohns (John Lister) (saison 1, épisodes 2 et 3)
- 2017 : Grimm : le lieutenant Grossante (Chris McKenna) (saison 6, épisodes 3 et 7)
- 2017 : New York, unité spéciale : Leo Ross (David Raymond Wagner) (saison 19, épisode 4)
- 2019 : Deep State (en) : le colonel Russell (Sean Cameron Michael (en)) (saison 2)
- 2019 : Blacklist : Noel Gerrick (Mark Elliot Wilson) (saison 6, épisode 17) et Dave Sternberg (James Mount (en)) (saison 6, épisode 18)
- 2021-2022 : FBI: Most Wanted : Travis Baker (Scott Deckert) (saison 3, épisode 2) et Homer Cortland (Josh Clark (en)) (saison 3, épisode 13)

#### Téléfilms
- Bobby Stewart dans :
  - 2017 : Une coach pour Noël : Dennis
  - 2019 : Le lycée des secrets : Officier Grady
- 2015 : Les péchés du passé : Larry Blumfield (Doug Smyth)
- 2017 : Sandy Wexler : M. Buttons (Chris Elliott)
- 2017 : Tango One : Stewart Sharkey (Johnny Palmiero)
- 2018 : Un Noël qui répare les blessures : Ed Glaser (Paul Rolfes)
- 2020 : Le lycée des secrets : Officier Grady (Bobby Stewart)

## Théâtre
- 1983 : Ruy Blas de Victor Hugo, mise en scène de Xavier Daume, en Belgique
- 1986 : Sainte Escroque de Patrick Gazel, mise en scène de Philippe Gazel
- 1994 : 1794, Vaval est mort, mise en scène de Hugues Asdrubal
- 1994 : Mais qui a tué Margaret ?, mise en scène d'Hélène Cinque
- 1995 : Angélique Marquise des Anges d'après Anne et Serge Golon, mise en scène de Robert Hossein, au Palais des sports de Paris
- 2004 : Deadman’s Mail de et mise en scène de Scott Hillier, au Ciné 13 Théâtre
- 2011 : Comment élever un ado d'appartement d'Hélène Zidi, d'après le livre d'Anne de Rancourt, mise en scène de Guila Braoudé (Avignon off)
- 2013 : Piège à Matignon de Nathalie Marquay, J.P.Pernaut et J.Cl Islert, en tournée, mise en scène d'Éric Cyvanian
- 2013 : Cuisine à domicile de Ch. de Mareuil et Ludovic Girard, mise en scène d'Alain Cerrer
- 2024 : L'Argent de la vieille de Rodolfo Sonego, mise en scène Raymond Acquaviva, Théâtre Libre